# Mount Odin
Mount Odin – szczyt górski w regionie Qikiqtaaluk, na terytorium Nunavut w Kanadzie. Leży na Ziemi Baffina w Górach Baffina. Wznosi się na 2147 m n.p.m. i jest ich najwyższą kulminacją. Zajmuje piąte miejsce wśród najwyższych szczytów pasma innuickiego. Skaliste stoki góry charakteryzują się ekstremalnie dużym nachyleniem, tworząc niemal pionowe ściany skalne. Mount Odin znajduje się na terenie Parku Narodowego Auyuittuq. Nazwa góry pochodzi od imienia głównego nordyckiego boga - Odyna.

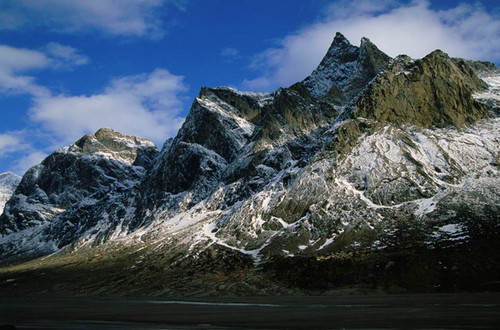
Stoki Mont Odin
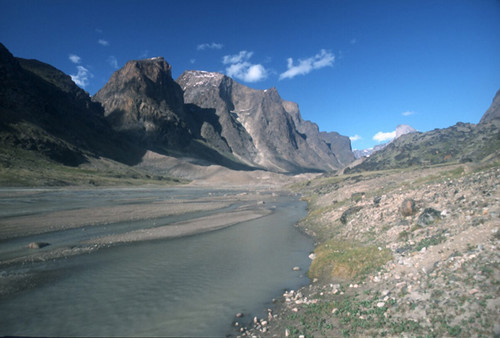
Dolina u podnóży Mount Odin
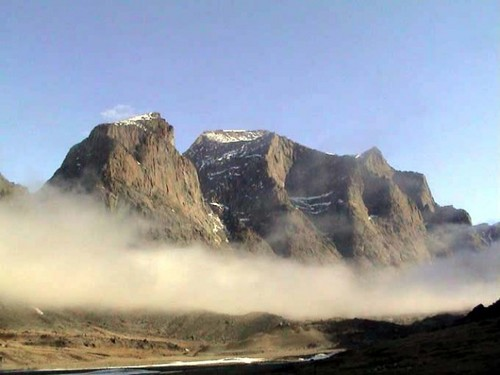
Mount Odin w mgle